# Вальтер, Мартина
Мартина Вальтер (нем. Martina Walther; род. 5 октября 1963, Цойленрода) — немецкая гребчиха, выступавшая за сборную ГДР по академической гребле во второй половине 1980-х годов. Чемпионка летних Олимпийских игр в Сеуле, серебряная и бронзовая призёрка чемпионатов мира, победительница многих регат национального и международного значения.

## Биография
Мартина Вальтер родилась 5 октября 1963 года в городе Цойленрода-Трибес, ГДР. Заниматься академической греблей начала в возрасте 15 лет, увидев объявление в газете Junge Welt. Проходила подготовку в Берлине в столичном спортивном клубе «Берлин-Грюнау».
Первого серьёзного успеха на взрослом международном уровне добилась в сезоне 1985 года, когда вошла в основной состав восточногерманской национальной сборной и побывала на чемпионате мира в Хазевинкеле, откуда привезла награду серебряного достоинства, выигранную в зачёте восьмёрок — в финале их экипаж обошла только команда из СССР.
В 1986 году в безрульных двойках стала бронзовой призёркой на мировом первенстве в Ноттингеме.
На чемпионате мира 1987 года в Копенгагене завоевала ещё одну серебряную медаль, на сей раз в рулевых четвёрках.
Благодаря череде удачных выступлений удостоилась права защищать честь страны на летних Олимпийских играх 1988 года в Сеуле — в составе команды, куда также вошли гребчихи Герлинда Добершюц, Карола Хорниг, Бирте Зих и рулевая Сильвия Розе, заняла в женских рулевых четвёрках первое место, получив тем самым золотую олимпийскую медаль. За это выдающееся достижение по итогам сезона была награждена орденом «За заслуги перед Отечеством» в золоте.
После сеульской Олимпиады Вальтер ещё в течение некоторого времени оставалась в гребной команде ГДР и продолжала принимать участие в крупнейших международных регатах. Так, в 1989 году она выступила на чемпионате мира в Бледе, где завоевала серебряную медаль в восьмёрках.